# 熊野神社 (大鰐町)
熊野神社（くまのじんじゃ）は、青森県南津軽郡大鰐町唐牛にある旧唐牛村総鎮守。
俗称は唐牛熊野神社・唐牛熊野宮。鎮座地は、青森県南津軽郡大鰐町唐牛（旧唐牛村）杉ノ木66。神職不在の社。

## 祭神
- 伊弉諾命
- 伊弉册命

## 例祭
- 7月17日

## 歴史
天正年間（1573年 - 1592年）に阿闍羅山山頂に蔵館大円寺大日堂、古懸不動堂、久渡寺観音堂の三堂が建立され「阿闍羅千坊」と呼ばれる。内、久渡寺観音堂が、後に唐牛村沼田に奉移し、熊野宮（神仏習合）を名乗る。跡地には記念碑が現存している。寛永10年（1633年）現在地に再建｡明治に入り、神仏分離令に基づき、熊野神社へと至る。

## 見所
津軽独自のジャンバラ型注連縄。摂末社。馬頭観世音。御神馬。庚申塔。陸軍少将の碑。

## 唐牛氏と唐牛村の由来
〈津軽一統志による〉
南北朝期に義良親王を供奉して陸奥に下向した摂津源氏多田貞綱を祖とする初代多田采女が津軽の北条残党を討伐し土着する。
室町期に二代多田采女は三戸南部氏の支配下から、大浦為信（後に津軽為信）の津軽統一に与力する。
津軽氏の弘前藩の館の一つである唐牛（かろうじ）館は、当地の旧地名である伽藍寺（がらんじ）に由来し、二代多田采女は以降、唐牛多田采女を名乗り、次代以降は唐牛姓と改称する。
文禄2年（1593年）弘前藩初代藩主となった津軽為信以降も、唐牛館城主と藩主との密接な関係を構築し、弘前藩三代藩主信義の側室に唐牛甚右衛門娘が輿入れ（後の久祥院・四代藩主信政の母）する。
唐牛村は蔵館町の発足時には蔵館町唐牛であったが、その後、大鰐町に吸収合併され、大鰐町唐牛となる。
また、唐牛一族は当地から現在の藤崎町白子に移封され、大鰐町唐牛には唐牛姓は存在しない。